# High Hopes
| 전문가 평가          | 전문가 평가 |
| 총 점수              | 총 점수     |
| 출처                 | 점수        |
| -------------------- | ----------- |
| AnyDecentMusic?      | 6.4/10      |
| 메타크리틱           | 67/100      |
| 평가 점수            |             |
| 출처                 | 점수        |
| AllMusic             | [ 3 ]       |
| The A.V. Club        | C+          |
| Chicago Tribune      | [ 5 ]       |
| Entertainment Weekly | B           |
| The Guardian         | [ 7 ]       |
| The Independent      | [ 8 ]       |
| NME                  | 8/10        |
| Pitchfork            | 4.0/10      |
| Rolling Stone        | [ 11 ]      |
| Slant                | [ 12 ]      |

《High Hopes》는 2014년 1월 14일, 컬럼비아 레코드에서 발매된 미국의 싱어송라이터 브루스 스프링스틴의 열여덟 번째 스튜디오 음반이다. 이 음반은 미국에서 스프링스틴의 11번째 1위 음반으로, 비틀즈와 제이Z에 이어 최다 1위 음반 중 3위에 올랐다. 그것은 영국에서 그가 롤링 스톤스나 U2와 어깨를 나란히 하는 10번째 1위였다. 《롤링 스톤》은 이 음반을 그들의 연말 목록에서 2014년 두 번째로 가장 좋은 음반으로 선정했다.
이 음반에는 스프링스틴의 정규 백 밴드인 E 스트리트 밴드와 기타리스트 톰 모렐로가 참여했다. 사망한 E 스트리트 밴드 멤버 클래런스 클레먼스와 대니 페데리치의 기부금도 포함되어 있다. 론 아니엘로, 브렌던 오브라이언, 스프링스틴이 공동 프로듀싱한 이 음반은 싱글 〈High Hopes〉에 앞서 발매되었으며, 전 음반, EP, 투어의 커버곡, 아웃테이크, 재상상화 버전의 곡들을 모은 것이다. 〈Just Like Fire Would〉의 뮤직 비디오는 2014년 1월 22일에 발표되었다. 〈The Wall〉의 뮤직 비디오가 2014년 HBO 스페셜인 《Bruce Springsteen's High Hopes》에서 방영되었다. 2014년 7월 9일, 스프링스틴은 그의 감독 데뷔를 기념한 〈Hunter of Invisible Game〉을 위한 단편 영화를 개봉했다.
스프링스틴은 이 새로운 음악이 "지난 10년 동안 발표되지 않은 최고의 곡들"이며, 그의 최고의 작사, 작곡 중 하나이며 제대로 된 스튜디오 녹음을 할 만하다고 말했다. 2014년 4월, 스프링스틴은 《High Hopes》의 최종 컷에 들지 못한 네 곡의 EP 음반인 《American Beauty》를 발매했다.

## 발매 및 홍보
2013년 12월 28일, Amazon.com은 모바일 애플리케이션을 통해 음반을 개별 MP3 파일로 구매할 수 있도록 했다. 아마존은 재빨리 파일들을 제거했지만 너무 늦었고 음반이 한낮에 유출되었다.
2014년 1월 12일, TV 시리즈 《굿 와이프》는 이 에피소드에서 3곡의 노래(〈High Hopes〉, 〈Hunter of Invisible Game〉 그리고 〈The Ghost of Tom Joad〉)를 선보였다. 스프링스틴의 노래 사용은 파격적인 방법으로 음반에 대한 폭넓은 노출을 얻고 그의 베이비붐 세대 팬들을 쇼와 방송사의 웹사이트로 유인하기 위한 그의 레이블과 CBS 텔레비전 네트워크 사이의 거래의 일부였다. 스프링스틴은 "이것은 제가 항상 발표되어야 한다고 느꼈던 음악입니다. 나는 그들이 모두 집과 청문회를 가질 자격이 있다고 느꼈습니다"고 CBS와의 거래에 대해 논한 성명서에서 말했다.
2014년 1월 14일, 《레이트 나이트 위드 지미 팰런》의 모든 에피소드가 스프링스틴에게 바쳐졌다. 스프링스틴과 E 스트리트 밴드는 톰 모렐로와 함께 하지만 《릴리해머》를 촬영했던 스티븐 밴 잰트는 없이 〈High Hopes〉, 〈Heaven's Wall〉, 〈Just Like Fire Would〉를 공연했다. 후자의 노래는 온라인으로 스트리밍되었고 텔레비전에 방영되지 않았다. 《Born in the U.S.A.》 시대의 스프링스틴으로 분장한 스프링스틴과 팰런은 〈Born to Run〉이라는 제목의 패러디 곡을 〈Gov. Christie Traffic Jam〉이라는 제목으로 공연해 포트 리 차선 폐쇄 스캔들을 조롱했다. 스프링스틴도 인터뷰에 응했다.
2014년 4월 4일, HBO는 《High Hopes》 제작에 관한 30분짜리 다큐멘터리인 《Bruce Springsteen's High Hopes》를 방영했다.2014년 5월, 소니 뮤직 네덜란드는 《High Hopes In South Africa》라는 제목의 45분짜리 다큐멘터리를 유튜브에 공개했는데, 이 다큐멘터리는 스프링스틴과 E 스트리트 밴드의 남아공에서의 첫 번째 콘서트를 기록했다.

## 상업적 성과
이 음반은 발매 첫 주에 빌보드 200 차트에서 1위로 데뷔했고, 차트에서 11번째로 1위를 차지했고 비틀즈 (19위)와 제이Z (13위)에 이어 3위를 차지했다. 이 음반은 미국에서 첫 주에 약 99,000장이 팔렸다. 2015년 10월 기준으로, 이 음반은 미국에서 213,000장이 팔렸다. 영국에서도 이 음반은 영국 차트에서 10번째 1위로 데뷔했다.

## 곡 목록
모든 곡들은 특별한 언급이 없는 한 브루스 스프링스틴에 의해 작사/작곡하였다.
| #   | 제목                         | 작사·작곡            | 재생 시간 |
| --- | ---------------------------- | -------------------- | --------- |
| 1.  | 〈High Hopes〉               | 팀 스콧 매코넬       | 4:57      |
| 2.  | 〈Harry's Place〉            |                      | 4:04      |
| 3.  | 〈American Skin (41 Shots)〉 |                      | 7:23      |
| 4.  | 〈Just Like Fire Would〉     | 크리스 베일리        | 3:56      |
| 5.  | 〈Down in the Hole〉         |                      | 4:59      |
| 6.  | 〈Heaven's Wall〉            |                      | 3:50      |
| 7.  | 〈Frankie Fell in Love〉     |                      | 2:48      |
| 8.  | 〈This Is Your Sword〉       |                      | 2:52      |
| 9.  | 〈Hunter of Invisible Game〉 |                      | 4:42      |
| 10. | 〈The Ghost of Tom Joad〉    |                      | 7:33      |
| 11. | 〈The Wall〉                 |                      | 4:20      |
| 12. | 〈Dream Baby Dream〉         | 마틴 레브, 앨런 베가 | 5:00      |

## 인증
| 국가                                                                                         | 인증     | 판매량/출하량 |
| -------------------------------------------------------------------------------------------- | -------- | ------------- |
| 오스트레일리아 (ARIA)                                                                        | 골드     | 35,000^       |
| 오스트리아 (IFPI 오스트리아)                                                                 | 골드     | 7,500*        |
| 프랑스 (SNEP)                                                                                | 골드     | 50,000*       |
| 독일 (BVMI)                                                                                  | 골드     | 100,000^      |
| 이탈리아 (FIMI)                                                                              | 플래티넘 | 50,000*       |
| 뉴질랜드 (RMNZ)                                                                              | 골드     | 7,500^        |
| 스페인 (PROMUSICAE)                                                                          | 골드     | 20,000^       |
| 스웨덴 (GLF)                                                                                 | 골드     | 20,000        |
| 스위스 (IFPI 스위스)                                                                         | 골드     | 10,000^       |
| *판매량을 기반으로 한 인증 · ^출하량을 기반으로 한 인증 · 판매량+스트리밍을 기반으로 한 인증 |          |               |